# HGD Zrinski
Hrvatsko glazbeno društvo Zrinski iz Donjih Kaštela osnovano je 1852. godine. Već stoljeće i pol nezaobilazni je sudionik mnogih kulturno-umjetničkih manifestacija, crkvenih i državnih blagdana, pučkih fešta i budnica. Hrvatsko glazbeno društvo "Zrinski" iz Donjih Kaštela kao sljedbenik donjokaštelanskih puhačkih orkestara, osnovano je davne 1852. godine te je ujedno najstarija kulturna ustanova u gradu Kaštela i jedan od najstarijih amaterskih orkestara u državi. Već više od stoljeća i pol, nezaobilazni je sudionik mnogih kulturno - umjetničkih manifestacija, crkvenih i državnih blagdana, pučkih fešta i budnica. 2012. godine Društvo je proslavilo 160. obljetnicu djelovanja.
U proteklim desetljećima "Zrinski" je nastupao na mnogim smotrama puhačkih orkestara u zemlji i inozemstvu (Italija, Mađarska, Njemačka, Češka, Austrija, Bosna i Hercegovina…) na kojima su ostvareni zapaženi rezultati. Valja istaknuti prva mjesta na međunarodnim festivalima u Austriji iz grada Furstenfeld (1959. i 1960.), od kojih  je posebnije ono iz 1959., odakle stiže najvrijednije  međunarodno priznanje gdje je pod vodstvom dirigenta Vida Kuzmanića osvojeno 1. mjesto u umjetničkom rangu i to prvi put u povijesti tog stogodišnjeg međunarodnog festivala, zatim izuzetan uspjeh u Češkoj na  VII. međunarodnom festivalu Kmochov Kolin (1969.), te zavidan broj prvih mjesta na Državnim i Regionalnim smotrama puhačkih orkestara 70-tih i 80-tih godina prošlog stoljeća.HGD "Zrinski" je vlasnik mnogih priznanja, plaketa i nagrada od kojih valja spomenuti Nagradu grada Kaštela i Povelju Hrvatskog sabora kulture za izuzetna dostignuća na promicanju kulturnog amaterizma.  U 2017. godini HGD "Zrinski" je prošlo Županijsku smotru puhačkih orkestara Splitsko-dalmatinske županije u Baškoj Vodi te se plasiralo na Susret hrvatskih puhačkih orkestra u Novom Vinodolskom u organizaciji Hrvatskog sabora kulture, gdje je osvojeno Srebrna plaketa i 5 mjesto.
Od osnivanja orkestar je vodilo više od 20 kapelnika od kojih su mnogi bili voditelji profesionalnih i simfonijskih orkestara u državi i inozemstvu (Anton Vuletin-Grinteša, Jakov Vuletin, Ivan Berket, Vid Kuzmanić, Berislav Vuletin…). Također veliki broj glazbenika koji su započeli svoj glazbeni put u našem orkestru postali su priznati  profesionalni i estradni glazbenici i dirigenti.
Kroz svoju dugu povijest "Zrinski" je proživljavao uspone i padove, prekide i zabrane rada. Ipak, zahvaljujući slobodarskom duhu, tradicionalnoj nadarenosti, upornosti i entuzijazmu koje su donjokaštelanski glazbenici i njihovi voditelji iskazivali, uvijek su se vraćali. Današnji orkestar ima 40 aktivnih, ponajviše mladih članova, studenata i učenika što je zalog ka uspješnoj budućnosti samog orkestra. Glavna zadaća orkestra je daljnje povećanje broja članova, što očekuju od glazbarske škole mladih koju stalno pohađa 15-ak članova i koja se upotpunjava svake nove školske godine.
Od 2016. godine orkestrom HGD "Zrinski" ravna dirigent prof. Grgo Grubišić iz Solina.
Predsjednik Društva je Mario Bartulin, koji dužnost obavlja od 2015. godine